# La legge data a Mosè
La tarsia La legge data a Mosè fa parte delle tarsie del coro della basilica di Santa Maria Maggiore i cui disegni preparatori furono eseguiti da Lorenzo Lotto e intarsiati da Giovan Francesco Capoferri. È collocata sul presbiterio nel banco dei religiosi, ala sinistra, secondo stallo. 
Uno studio attento e approfondito delle tarsie e dei disegni preparatori fu realizzato dalla studiosa Francesca Cortesi Bosco e pubblicato nel 1987.

## Storia
La congregazione della Misericordia Maggiore, che amministrava la basilica mariana, e che aveva deciso di completare il presbiterio con un nuovo altare e con il nuovo coro, il 12 marzo 1524 affidò a Lorenzo Lotto la realizzazione dei disegni per le tarsie
Il cartone preparatore fu disegnato da Lotto e consegnato nel 1525 venendo nello stesso tempo realizzato dal Capoferri con la profilatura sempre del pittore veneziano, pochi giorni prima dell'11 dicembre, giorno che lasciava definitivamente Bergamo dopo ben tredici anni, e non tornare più.
.

## Descrizione

### Tarsia
L'invenzione o storia racconta l'episodio descritto nell'Libro dell'Esodo raffigurandone due momenti differenti sviluppandone una sintesi che vuole portare alla riflessione che ispirano le sacre scritture.(Esodo 19,16-18)(Esodo 31,18-32 1-20),(Esodo 34, 4-5, 27-33) Nella parte centrale della tavola è raffigurato il monte Sinai da dove parte una nube intensa e avvolta dalle fiamme. Mosè vi è raffigurato inginocchiato innanzi pronto a ricevere le tavole da Dio che è posto nella parte culminante dell'opera. Sul lato superiore destro vi è raffigurato Mosè che sceso dal Sinai vede il suo popolo che adora il vitello sacro a immagine di Api.
Centralmente la parte più descrittiva presenta Mosè che chiede al fratello Aronne come possa aver concesso l'adorazione del toro dorato procurando l'ira di JHWH. La mano posta sul fianco rappresenta una persona che è in attesa di risposte.
Sul lato sinistro Mosè distrugge e getta le tavole della legge che Dio gli aveva dettato arrabbiato vedendo come gli ebrei che lui con l'aiuto divino aveva salvato dalla schiavitù d'Egitto. Nel contempo il patriarca mostra quelle nuove incise nel fuoco. L'immagine doveva sembrare veritiera, i personaggi indossano abiti cinquecenteschi, e il bambino posto in primo piano attaccato alle gonne della madre rende reale la raffigurazione che presenta nei gesti i sentimenti e le paure dell'uomo.
Aronne, differentemente dagli altri personaggi presenti, indossa abiti damascati e una mitra sul capo. Secondo l'esegesi cristiana la raffigurazione delle nuove tavole, indica l'abbandono del vecchio testamento con l'inizio del nuovo e la salvezza degli uomini.

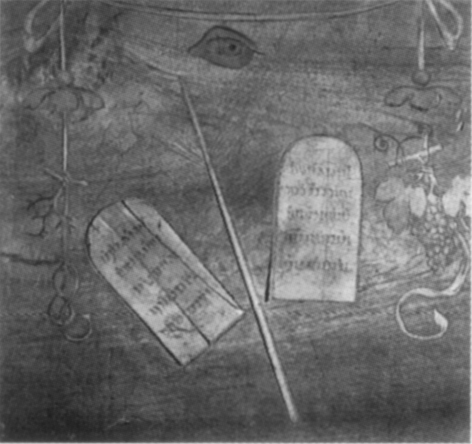
Leavole della legge - Coperto

### Coperto
Il coperto o “picture a claro et obsuro” o impresa fu realizzato nel disegno preparatore di Lorenzo Lotto del 1527 e poi realizzato nell'ottobre del medesimo anno con la profilatura nel marzo del 1531.